# Jennifer Gareis
Jennifer Gareis (Lancaster (Pennsylvania), 1 augustus 1970) is een Amerikaanse actrice.
Ze begon met enkele kleine rollen in films toen ze in 1997 een eerste grote rol kreeg, die van Grace Turner in The Young and the Restless, ze was de tweede actrice voor de rol, ze bleef op contractbasis spelen tot 1999 maar werd dan uit de serie geschreven. In 2000, 2001 en 2002 maakte ze enkele gastoptredens, in januari 2004 keerde ze voor langere tijd terug in een verhaallijn waarin Grace wraak neemt op Sharon, ze bleef tot augustus.
Ze speelde in nog verschillende films mee waaronder een rolletje in Miss Congeniality.
In 2006 keerde ze terug naar de soaps, met name The Bold and the Beautiful waarin ze Donna Logan speelt, ook in deze rol is ze de tweede actrice die de rol speelt.